# Vysokorychlostní trať Nanking – Chang-čou
Vysokorychlostní trať Nanking – Chang-čou (čínsky v českém přepisu ning-chang kao-su tchie-lu, pchin-jinem níngháng gāosù tiělù, znaky zjednodušené 宁杭高速铁路), také zvaná Zvláštní osobní trať Nanking – Chang-čou (čínsky v českém přepisu ning-chang kche-jün čuan-sien, pchin-jinem níngháng kèyùn zhuānxiàn, znaky zjednodušené 宁杭客运专线), zkráceně VRT Ning-chang (čínsky v českém přepisu ning-hang kao-tchie, pchin-jinem níngháng gāotiě, znaky zjednodušené 宁杭高铁), je dvoukolejná elektrifikovaná vysokorychlostní trať v Číně spojující Nanking, hlavní město provicie Ťiang-su, a Chang-čou, hlavní město provincie Če-ťiang. Trať je v provozu od 1. července 2013.
Trať je jednou z vedlejších větví koridoru Peking – Šanghaj.

## Stanice
| #  | Název stanice           | Kilometráž | Provincie | Prefektura |
| -- | ----------------------- | ---------- | --------- | ---------- |
| 1  | Nanking jih 南京南      | 0          | Ťiang-su  | Nanking    |
| 2  | Ťiang-ning 江宁         | 12         | Ťiang-su  | Nanking    |
| 3  | Ťü-žung západ 句容西    | 26         | Ťiang-su  | Čen-ťiang  |
| 4  | Li-šuej 溧水            | 46         | Ťiang-su  | Nanking    |
| 5  | Wa-wu-šan 瓦屋山        | 68         | Ťiang-su  | Čchang-čou |
| 6  | Li-jang 溧阳            | 98         | Ťiang-su  | Čchang-čou |
| 7  | I-sing 宜兴             | 129        | Ťiang-su  | Wu-si      |
| 8  | Čchang-sing 长兴        | 165        | Če-ťiang  | Chu-čou    |
| 9  | Chu-čou 湖州            | 185        | Če-ťiang  | Chu-čou    |
| 10 | Te-čching 德清          | 221        | Če-ťiang  | Chu-čou    |
| 11 | Chang-čou východ 杭州东 | 256        | Če-ťiang  | Chang-čou  |